# Coleophora alcyonipennella
Coleophora alcyonipennella é uma espécie de mariposa do gênero Coleophora pertencente à família Coleophoridae.